# Старая Нерпа
Старая Нерпа — деревня в Упоровском районе Тюменской области России. Входит в состав Емуртлинского сельского поселения.

## География
Деревня находится на юго-западе Тюменской области, в пределах юго-западной части Западно-Сибирской низменности, в лесостепной зоне. Расположена на левом берегу реки Емуртла. Расстояние до села Емуртла 7 км, районного центра села Упорово 31 км, города Заводоуковска 76 км, города Тюмени 170 км. 

### Климат
Климат континентальный с холодной продолжительной зимой и тёплым относительно коротким летом. Средняя температура воздуха самого холодного месяца (января) — −18,7 °C (абсолютный минимум — −47,3 °C); самого тёплого месяца (июля) — 18 °C (абсолютный максимум — 38,4 °С). Безморозный период длится в среднем 111 дней. Среднегодовое количество атмосферных осадков составляет 181—469 мм, из которых 70 % выпадает в тёплый период. Продолжительность залегания снежного покрова составляет в среднем 164 дня.

### Часовой пояс
Деревня Старая Нерпа, как и вся Тюменская область, находится в часовой зоне МСК+2. Смещение применяемого времени относительно UTC составляет +5:00.

## История
По  крестоприводной книге сибирских городов  1676  года в Киргинской слободе жил крестьянин 
Офонка Степанов Чернодыр з детьми с Ондрюшкою да с Логинком». 
 В книгах  имянных Киргинской слободы пашенным крестьянам 1688 года записаны 
Ондрюшко и Логинко Чернодыровы». 
Два брата Андрей Афанасьевич и Логинко Афанасьевич Чернодыровы пришли в Сибирь из Киргинской слободы и основали деревню Чернодырова при Емуртлинской слободе в конце 1690-х годов. Основав деревню, братья вскоре ушли на Восток. Логина Афанасьевича сын Микита Логинов основал другую деревню Черномырдина при Бердском остроге, впервые упоминается в 1719 г. 
По «Хорографической книге Сибири» (1696-1711) Семена Ремезова деревня располагалась на правом берегу реки Емуртла в устье речки Нерпа. Из-за частого подтопления во время паводка, жители Чернодыровой переселились на высокий левый берег реки Емуртла и назвали новую деревню Нерпина по названию реки Нерпа. Впервые упоминается в переписи 1710 года.  С 1905 года называется Старая Нерпина (Нерпа). 

В 1749 году по приказу правительства производилась перепись пограничных поселений, выяснялось численность в них мужчин от 16 до 50 лет и наличие у них оружия. 
Деревня Нерпина расстояние от оной слободы шесть верст, которая построена над речкой Емуртла в ней имеетца дворового строения 25 дворов. Крестьян от 16 до 50 лет 52 человека. При оной деревне имеется городовое строение, город же лежачий в столбах, надолбы, рогатки и ров только весьма плохие. Из оного числа им требуется за ветхостью той деревни вновь починки». 
- С 1710 года Нерпина относилась к Емуртлинской слободе, с 1795 года в составе Емуртлинской волости. [3]
- Нерпина относилась к Христорождественской церкви села Емуртлинского. [9]
- В 1919 году образован Старонерпинского сельский совет, с 1954 года в составе Моревского сельсовета,  с 1961 года – Емуртлинского сельсовета. [10]
- В 1912 году были: хлебозапасной магазин, 1 торговая лавка, 3 ветряных мельниц, кузница, пожарная охрана. [11]
- В 1928 году создан колхоз «Красная Заря», в 1950 году объединился с колхозом «КИМ» (Новая Нерпа) в колхоз им. Шверника. В 1956 г. колхоз им. Шверника вошел в состав колхоза «Память Кирова», в 1961 г. Новая Нерпа вошла в состав совхоза «Емуртлинский». В советское время была крупная овцеферма, начальная школа. С 2002 года отделение Старой Нерпы в составе сельскохозяйственного производственного кооператива  «Емуртлинский». [3]

## Население
| 1710 | 1762 | 1782 | 1816 | 1834 | 1858 | 1897 | 1926 | 1989. | 2002 | 2010 | 2021 |
| 14   | 173  | 232  | 306  | 392  | 401  | 597  | 608  | 79    | 75   | 47   | 49   |

| 2010 |
| ---- |
| 47   |

## Инфраструктура
В деревне 2 улицы: Лесная и Речная.